# Gouvernement Ouyahia IX
République algérienne
Ouyahia VIII Sellal I
Le gouvernement Ouyahia IX était le gouvernement algérien en fonction du 28 mai 2010 au 3 septembre 2012 . Trois ministres proches du président Bouteflika sont destitués ou changent d'affectation. Noureddine Yazid Zerhouni n'est plus ministre de l'intérieur et devient vice-premier ministre, poste nouvellement créé, Chakib Khelil n'est plus ministre de l'énergie et des mines et Abdelhamid Temmar perd le portefeuille de l'industrie.

## Composition
| Portefeuille | Ministre                                                                                         |
| --- | ------------------------------------------------------------------------------------------------ |
| Premier ministre | Ahmed Ouyahia                                                                                    |
| Vice-Premier ministre | Noureddine Yazid Zerhouni                                                                        |
| Ministre d’État, représentant personnel du Chef de l'État                                                                             | Abdelaziz Belkhadem                                                                              |
| Président de la République, Ministre de la Défense nationale                                                                          | Abdelaziz Bouteflika                                                                             |
| Ministre délégué auprès du ministre de la Défense nationale                                                                           | Abdelmalek Guenaizia                                                                             |
| Ministre de l'Intérieur et des Collectivités locales                                                                                  | Dahou Ould Kablia                                                                                |
| Ministre des Affaires étrangères | Mourad Medelci                                                                                   |
| Ministre de la Justice, Garde des Sceaux                                                                                              | Tayeb Belaiz remplacé par Ahmed Noui le 5 avril 2012                                             |
| Ministre des Finances | Karim Djoudi                                                                                     |
| Ministre de l’Énergie et des Mines | Youcef Yousfi                                                                                    |
| Ministre des Ressources en eau | Abdelmalek Sellal                                                                                |
| Ministre de la Prospective et des Statistiques                                                                                        | Abdelhamid Temmar                                                                                |
| Ministre de l’Industrie, de la Petite et Moyenne Entreprise et de la Promotion des Investissements                                    | Mohamed Benmeradi                                                                                |
| Ministre du Commerce | Mustapha Benbada                                                                                 |
| Ministre des Affaires religieuses et des Wakfs                                                                                        | Bouabdellah Ghlamallah                                                                           |
| Ministre des Moudjahidine | Mohamed Cherif Abbes                                                                             |
| Ministre de l’Aménagement du territoire et de l’Environnement                                                                         | Cherif Rahmani démis de ses fonctions le 24 mai 2012, l'intérim est assuré par Dahou Ould Kablia |
| Ministre des Transports | Amar Tou démis de ses fonctions le 24 mai 2012, l'intérim est assuré par Abdelmalek Sellal       |
| Ministre de l'Éducation nationale | Aboubakr Benbouzid                                                                               |
| Ministre de l’Agriculture et du Développement rural                                                                                   | Rachid Benaïssa                                                                                  |
| Ministre des Travaux publics | Amar Ghoul démis de ses fonctions le 24 mai 2012, l'intérim est assuré par Noureddine Moussa     |
| Ministre de la Santé, de la Population et de la Réforme hospitalière                                                                  | Djamel Ould Abbes                                                                                |
| Ministre de la Culture | Khalida Toumi                                                                                    |
| Ministre de l’Enseignement supérieur et de la Recherche scientifique                                                                  | Rachid Harraoubia démis de ses fonctions le 24 mai 2012, l'intérim est assuré par Hachemi Djiar  |
| Ministre de la Poste et des Technologies de l'information et de la Communication                                                      | Moussa Benhamadi démis de ses fonctions le 24 mai 2012, l'intérim est assuré par Youcef Yousfi   |
| Ministre des Relations avec le Parlement                                                                                              | Mahmoud Khedri                                                                                   |
| Ministre de la Formation et de l’Enseignement professionnels                                                                          | El Hadi Khaldi                                                                                   |
| Ministre de l’Habitat et de l’Urbanisme                                                                                               | Noureddine Moussa                                                                                |
| Ministre du Travail, de l'Emploi et de la Sécurité sociale                                                                            | Tayeb Louh démis de ses fonctions le 24 mai 2012, l'intérim est assuré par Djamel Ould Abbes     |
| Ministre de la Solidarité nationale et de la Famille                                                                                  | Said Barkat                                                                                      |
| Ministre du Tourisme et de l'Artisanat                                                                                                | Smaïl Mimoune                                                                                    |
| Ministre de la Pêche et des Ressources halieutiques                                                                                   | Abdellah Khanafou                                                                                |
| Ministre de la Jeunesse et des Sports                                                                                                 | Hachemi Djiar                                                                                    |
| Ministre de la Communication | Nacer Mehal                                                                                      |
| Ministre délégué auprès du Ministre des Affaires étrangères chargé des Affaires maghrébines et africaines                             | Abdelkader Messahel                                                                              |
| Ministre déléguée auprès du Ministre de la Solidarité nationale et de la Famille, chargée de la Famille et de la Condition féminine   | Nouara Saâdia Djaâfar                                                                            |
| Ministre délégué auprès du Ministre de l’Enseignement supérieur et de la Recherche scientifique, chargée de la Recherche scientifique | Souad Bendjaballah                                                                               |
| Secrétaire d'État auprès du Ministre de la Prospective et des Statistiques, chargé des Statistiques                                   | Ali Boukrami                                                                                     |
| Secrétaire d'État auprès du Ministre des Affaires étrangères, chargé de la Communauté nationale à l'Étranger                          | Halim Benattallah                                                                                |